# Taiwanische Badmintonmeisterschaft 1994
Die Taiwanische Badmintonmeisterschaft der Saison 1993/1994 war die 39. Auflage der nationalen Titelkämpfe von Taiwan im Badminton. Die Meisterschaft fand Anfang Dezember 1993 statt.

## Titelträger
| Disziplin    | Sieger                                  |
| ------------ | --------------------------------------- |
| Herreneinzel | Liu En-hung                             |
| Dameneinzel  | Chen Hsiao-li                           |
| Herrendoppel | Liao Kuo-mao Lin Liang-chun             |
| Damendoppel  | Lee Suh-ling Ko Hsin-lin                |
| Mixed        | 熊岳萍 (Hsiung Yueh-ping) Cheng Chun-da |